# Gemeinschaftsbrauhaus Roßfeld

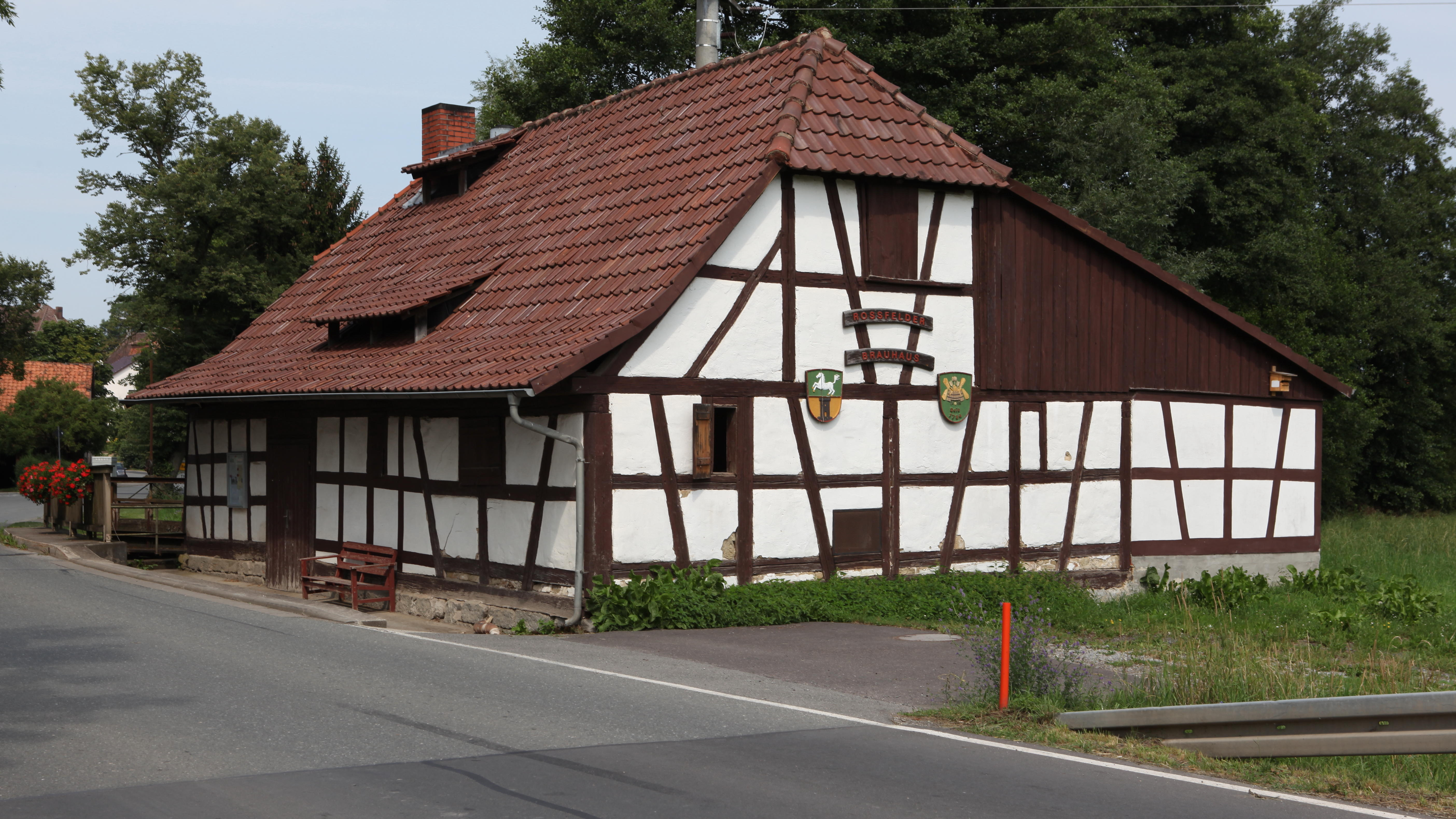
Gemeinschaftsbrauhaus in Roßfeld

Das Gemeinschaftsbrauhaus in Roßfeld, einem Stadtteil von Bad Rodach im oberfränkischen Landkreis Coburg in Bayern, wurde in den 1780er Jahren errichtet. Das Fachwerkhaus an der Streudorfer Straße 2, östlich des Ortes an der Rodach, steht unter Denkmalschutz.
Die Kommunbrauhäuser haben in Franken eine lange Tradition. Der Verein Gemeinschaftsbrauerei Roßfeld ist Eigentümer und Betreiber der Braustätte.
Bei der ab 2019 erfolgten Renovierung des erdgeschossigen Gebäudes mit Schopfwalm wurde auch der historische, holzverkleidete Maischebottich aufwändig restauriert. Der alte Riemenantrieb blieb bei der Renovierung erhalten.